# فلج چهاراندام
فلج چهاراندام، که کوادری‌پلژی (Quadriplegia) و تتراپلژی هم نامیده می‌شود نوعی از فلج است که در این حالت، انسان حس و کنترل در دست‌ها و پاهای خود را از دست می‌دهد.
فلج چهاراندام در پی آسیب‌های شدید به مغز یا نخاع پدید می‌آید. نخاع مجموعه‌ای از اعصاب است که پیام‌های مغز را به دیگر اعضای بدن می‌رسانند.
در حالت فلج چهاراندام معمولاً قطع نخاع در نیمه بالایی مهره‌های گردن (در بالای c3-c4) رخ داده‌است.
این گسیختگی نخاع ممکن است در اثر یک آسیب ضربه‌ای (شکستن گردن، برای مثال در پی شیرجه در آب کم‌عمق) یا فشرده شدن بند نخاع توسط یک تومور یا کم‌خونی موقت اندام (ایسکمی) پس از بروز آنفارکتوس پدید بیاید.
تقسیم بندی فلج مغزی بر اساس تعداد اندام‌ها بدین‌گونه‌است:
۱- فلج چهاراندام (کوادری‌پلژی): هر چهار اندام بدن درگیر است.
۲- فلج دواندام (دای‌پلژی): هر چهار اندام بدن درگیر است اما درگیری پاها (اندام تحتانی) شدید از دست‌هاست.
۳- فلج نیم‌اندام (همی‌پلژی): یک طرف بدن درگیر است معمولاً دست بیشتر از پا درگیر است.
۴- فلج سه‌اندام (تری‌پلژی): سه اندام بدن درگیر است معمولاً دو دست و یک پا.
۵- فلج تک‌اندام (مونوپلژی): فقط یک عضو بدن درگیر است معمولاً یک دست.